# Рекуперація
Рекупера́ція — повернення частини матеріалів або енергії для повторного використання у тому ж технологічному процесі.

## Приклади
Рекуперація у металургійному виробництві — виділення і вловлювання з метою повторного використання газів, парів тощо, які перебувають у суміші з іншими речовинами.
Рекуперація дорогоцінних каменів — повернення їх частини для повторного використання. Рекуперація цінних розчинників здійснюється шляхом їх вилучення з відпрацьованих сумішей.
Рекуперація електровоза — перетворення механічної енергії обертання тягових електродвигунів у електричний струм і віддача його назад у контактну мережу.
Рекуперація у вентиляційних системах будинків — використання теплової енергії повітря, що видаляється з будинку чи споруди, для нагрівання свіжого повітря, що надходить з вулиці.
Рекуперація в мембранній дистиляції — повторне використання тепла для нагріву концентрату. Можливе завдяки використанню нових конфігурацій мембранної дистиляції.